# シロクチニシキヘビ
シロクチニシキヘビ（白口錦蛇、学名：Leiopython albertisii）は、ニシキヘビ科（ボア科ニシキヘビ亜科とする説もあり）シロクチニシキヘビ属に分類されるヘビ。別名アルバーティスパイソン。

## 分布
インドネシア（ニューギニア島）、パプアニューギニア（ニューギニア島、ビスマルク諸島）

## 形態
全長150-210 cm。最大で全長300cm近くになるとされる。体色は褐色もしくは黒で、地域により変異があるとされる。鱗に光が当たると虹色の光沢が表れる。
頭部は黒く、上唇の鱗（上唇板）と下唇の鱗（下唇板）が白いことが和名の由来。唇板の境界は黒い。頭部の鱗は大型で、上唇板前部と下唇板後部に赤外線感知器官（ピット器官）を持つ。歯の数は約150本でニシキヘビ科では最も多い。

## 生態
森林等に生息する。夜行性で、昼間は他の動物が掘った穴や茂みに隠れて休む。
食性は動物食で爬虫類、鳥類、小型哺乳類等を食べる。
繁殖形態は卵生。

## 人間との関係
ペットとして飼育されることもあり、日本にも輸入されている。性質は総じて荒い。都道府県によっては条例により飼育にあたっては地方自治体の許可が必要だったが動物愛護法の改正により、2017年現在本種を飼育することに対しての法規制はない。